# Simon Cox
Pour les articles homonymes, voir Cox.
Simon Cox, né le 28 avril 1987 à Reading (Angleterre), est un footballeur international irlandais qui évolue au poste d'attaquant à Western Sydney Wanderers.

## Biographie
Le 7 août 2014, il signe avec le Reading Football Club. Le 9 octobre 2015, il est prêté à Bristol City FC.
Le 16 juillet 2016, il rejoint Southend United.
Le 16 janvier 2020, il rejoint Western Sydney Wanderers.
Le 15 octobre 2021, âgé de 34 ans, Simon Cox annonce l'arrêt de sa carrière de footballeur professionnel. Titulaire d'un diplôme d'entraîneur au niveau européen (Uefa A Licence) et d'un Master en Business et Management du football, il souhaite se lancer dans une carrière d'entraîneur.

## Palmarès

### Distinction personnelle
- Co-meilleur buteur de D3 anglaise en 2009 (29 buts).